# Кранай
Кранай — персонаж давньогрецької міфології. Один з перших царів Аттики, царював після Кекропса. Автохтон.
Під час правління Краная відбувся «Девкаліонів потоп». Був одружений з Педіадою, дочкою Меніта з Лакедемону. Його дочки: Краная, Кранехма і Аттида. За однією з версій, за Краная заснований ареопаг. За його іменем мешканці області називалися кранаями, афінян називали «Кранаєвими синами». Назву «Аттика» дав за ім'ям своєї дочки Аттиди.
Краная вигнав Амфіктіон, який став чоловіком дочки Краная. Помер в демі Ламптри.